# Station d'épuration Seine Amont
La station d'épuration Seine Amont, située à Valenton, dans le Val-de-Marne, est une des trois stations d'épuration gérées par le SIAAP et chargées du traitement des eaux usées de l'unité urbaine de Paris. La capacité nominale de la station est de 3 600 000 équivalents-habitants.

## Historique
Le programme d’assainissement de la région parisienne, décidé en 1929, prévoit tout d'abord la création d'un unique station d'épuration à l'aval de l'agglomération, celle d'Achères, dite « Seine Aval ». Cependant, l'extension de l'agglomération vers l'est et le sud rend la construction de réseaux vers le nord-ouest particulièrement coûteuse, et par ailleurs inadaptée au traitement des eaux des bassins du sud de l'agglomération (Orge, Yerres et Yvette notamment), ; l'intérêt de deux unités situées en amont de Paris est évoqué : une petite sur la Marne, à Noisy-le-Grand, et une grande à Valenton. Les travaux de réalisation de cette usine ne démarrent toutefois qu'en 1982.
La mise en place de la station d'épuration en 1987, a permis, en parallèle avec d'autres mesures, de réduire la pollution bactérienne de la Seine ; ainsi, le taux de coliformes thermotolérants, mesuré respectivement à Choisy-le-Roi et à Ivry-sur-Seine à plus de 2 500 et à plus de 4 000 coliformes par millilitre, est-il redescendu au début des années 2000 à respectivement moins de 30 et moins de 40. Dans les années 2010, la station s'équipe de digesteurs pour produire du biogaz. Une partie est consommée sur place, le reste épuré en biométhane carburant grâce au procédé CryoPur.
En juillet 2023, la station inaugure la dernière étape de traitement des eaux usées avant leur rejet dans la Seine, en amont de Paris. Cette opération vise à rejeter une eau conforme à la baignade afin de satisfaire aux objectifs fixés par la mairie de Paris, à savoir pouvoir se baigner dans la Seine après les JO de Paris 2024.

## Caractéristiques
L'usine de Valenton est la deuxième plus importante d'Île-de-France. Sa capacité de traitement est de 600 000 m3 d'eaux usées par jour, ce qui revient à une capacité nominale de 3 600 000 équivalents-habitants ; cette capacité en fait une usine bien plus petite que celle d'Achères (2 100 000 m3 par jour) mais plus importante que celles de Colombes et Noisy-le-Grand (respectivement 300 000 et 60 000 m3 par jour). Néanmoins, elle conserve une capacité de pointe de 1 500 000 m3 par jour en cas de très forte pluie. 
Cette capacité a été mise en place progressivement : la première tranche, dite « 1a » (150 000 m3 par jour) date de 1987 ; la seconde, « 1b », identique, de 1992 ; Valenton 2, dont les travaux débutent en 1997, ouvre en 2005 et double la capacité de l'ensemble,. 
La tranche 2 est notamment équipée de deux digesteurs (cuves de méthanisation, de vingt-huit mètres de diamètre et de quinze mètres de hauteur), qui ont été décorés de deux yeux visibles de la route par l'artiste français JR.